# Kupiec (konstruktor)
Kupiec – amerykańska firma konstruująca samochody wyścigowe, założona przez Thomasa Kupca. Samochody Kupiec dwukrotnie bez powodzenia próbowały zakwalifikować się do wyścigu Indianapolis 500.

## Wyniki w Indianapolis 500
| Rok  | Kierowca        | Start. | Msc. | Pkt. | Uwagi | Opis |
| ---- | --------------- | ------ | ---- | ---- | ----- | ---- |
| 1949 | Wally Stokes    | NZ     |      |      |       | opis |
| 1950 | Johnny Fedricks | NZ     |      |      |       | opis |